# Komplementäre Harmonik
Die Komplementäre Harmonik ist eine vom deutsch-böhmischen Komponisten Heinrich Simbriger (1903–1976) entwickelte zwölftönige Kompositionslehre. Sie entstand auf der Grundlage der Tropenlehre von Josef Matthias Hauer als eine Systematisierung und Erweiterung von dessen Bausteintechnik.
Dargelegt hat Simbriger seine Komplementäre Harmonik vor allem in seinen theoretischen Hauptwerken, der Schrift Komplementäre Harmonik und Die Klangführung in der Zwölftonmusik.

## Grundsätzliches
Die Grundlage der Komplementären Harmonik bildet keine Zwölftonreihe, sondern die Aufteilung des zwölftönigen Materials in Tongruppen, die einander stets zum Total von zwölf Tönen ergänzen („Ergänzungsgruppen“):
„Was ist 'Komplementäre Harmonik'? Die Aufteilung des Gesamtkomplexes der 12 Töne in 2, 3, 4, 5 ... usw. bis zu 12 Einzelgruppen. Jede Aufteilung ergänzt sich dementsprechend zum Gesamtkomplex. Innerhalb jeder Art der Aufteilung sind also sämtliche Einzelgruppen gegenseitig 'komplementär' in Bezug auf den Zwölftonkomplex.“
Simbriger fand heraus, dass im Zwölftonraum 351 generelle Grundtypen von Klängen (Klangbildungsmöglichkeiten) existieren, wobei in der von ihm aufgestellten Systematik der erste Typ einem „einstimmigen Akkord“ (also einem Einzelton) entspricht und der 351. Grundtyp einem zwölfstimmigen Akkord, der alle chromatischen Töne beinhaltet. Dazwischen finden sich alle übrigen mehrstimmigen Klangbildungsmöglichkeiten der Zwei- (6 Typen), Drei- (19 Typen), Vier- (43), Fünf- (66 Typen), Sechsstimmigkeit (80 Typen) usw., abzüglich aller Transpositionen und Umkehrungsformen: Beispielsweise werden die Akkorde C-E-G, G-E-C, C-Es-As oder Dis-Fis-H-Fis-H-Dis alle ein und demselben Typ (Nr. 25) zugeordnet, der dem Durdreiklang entspricht.
Es ist offensichtlich, dass sich immer bestimmte Grundtypen gruppenweise so kombinieren lassen, dass sie einander „komplementär“ zum chromatischen Total ergänzen. Simbriger hat hierfür die wichtigsten zwei-, drei- und vierteiligen Gruppenbildungen im Detail untersucht und systematisiert. Dabei hat sich aufgrund der Beschaffenheit des Zwölftonsystems gezeigt, dass sich sowohl innerhalb als auch zwischen den Ergänzungsgruppen zahlreiche viele Entsprechungen und Symmetrien einstellen. Folglich können diese als Grundlage für die systematische Klassifizierung innerhalb der Komplementären Harmonik dienen (vgl. die verschiedenen Spiegelverhältnisse z. B. im Abschnitt „Typologie 6+6“). In der Komplementären Harmonik wird nun mit solchen sich immer zur zwölftönigen Ganzheit ergänzenden Gruppen und deren Eigenschaften bewusst kompositorisch gearbeitet.
Als wichtige Eigenschaften der komplementären Harmonik führt Simbriger an, dass sie in noch höherem Grad als die alte (=tonale) Musik eine „geordnete Klangführung“ ermögliche, da selbst in sehr dissonanten Bereichen logisch klingende Akkordverbindungen erreicht werden können. Im Melodischen ermögliche diese Theorie eine motivische und thematische Durchgestaltung von Musik sowie die nahezu beliebige Bildung von Imitationen, Spiegelungen und Krebsgängen. Ein weiteres Charakteristikum, zugleich ein großer Vorteil in der Arbeit mit komplementären Klanggruppen, bestehe in der Möglichkeit, Tonräume gegeneinander abzusetzen und damit musikalische Formbildung auf vielgestaltige Weise und vor allem auch großformal zu ermöglichen. Damit sieht er sie als eine Synthese aus alten und neuen musikalischen Gestaltungsprinzipien, auf die ein Komponist beliebig und nach Bedarf zurückgreifen kann.

## Zweiteilige Gruppierung
| 1 + 11 | 2 + 10 | 3 + 9 | 4 + 8 | 5 + 7 | 6 + 6 |

Von den sechs zweiteiligen Gruppen werden für die kompositorische Praxis im Grunde nur die letzten beiden, 5+7 (bzw. 7+5) sowie besonders 6+6 als bedeutsam angesehen.

### Typologie 6+6
Bei dieser Aufteilung des zwölftönigen Materials in zwei Hexachorde existieren insgesamt 44 komplementäre Klanggruppen („Komplexionen“). Diese 44 Fälle entsprechen exakt den Tropen Josef Matthias Hauers. Historisch gesehen hat Simbriger im Rahmen seiner Untersuchung der Gruppierung 6+6 die tatsächlich genaueste Systematik der 44 Tropen im gesamten 20. Jahrhundert erstellt. Dabei hat er die nachfolgende Systematik entwickelt:
- Typus A: Beide Ergänzungsgruppen sind strukturell identisch, nur gegeneinander transponiert. (8 Komplexionen)
- Typus B: Beide Ergänzungsgruppen stehen gegenseitig im Spiegel-Verhältnis. (13 Komplexionen)
- Typus C: Beide Ergänzungsgruppen sind an sich verschieden, aber jede ist in sich selber symmetrisch. (7 Komplexionen)
- Typus D: Beide Ergänzungsgruppen sind sowohl ungleich als auch in sich unsymmetrisch. Je zwei Komplexionen schließen sich zu einem doppelten Spiegel-Paar zusammen. (8 Komplexionspaare)

Jede der 44 Komplexionen der Gruppierung 6+6 ist einem dieser vier Typen zugeordnet. Jeder Typus impliziert bestimmte Möglichkeiten der kompositorischen Behandlung, die Simbriger in seinen theoretischen Texten beschreibt. Besonderes Augenmerk richtet er auf Möglichkeiten der Melodie- und Harmoniebildung sowie auf die Verwendung der Symmetrien im Rahmen von Kanonbildungen.
Von allen existierenden Komplexionsmöglichkeiten misst Simbriger der Gruppierung 6+6 die größte Bedeutung zu, da diese die beste Übersicht über das Tonmaterial ermöglicht. Entsprechend geht er auch auf diesen Typ am ausführlichsten ein.

### Typologie 5+7
- Typus A: Beide Ergänzungsgruppen sind voneinander verschieden, aber jede ist in sich selbst symmetrisch. Zugleich ist der Fünftonkomplex im Siebentonkomplex zwei- bzw. dreimal transponiert enthalten und ebenso im Spiegel. (10 Komplexionen)
- Typus B: Beide Gruppen sind in sich selbst unsymmetrisch. Je zwei Komplexionspaare dieses Typus stehen zueinander im Spiegel. Zugleich ist der Fünftonkomplex stets in Spiegelform im Siebentonkomplex enthalten. (28 Komplexionspaare)

Diese Aufteilung dient als eine wichtige Ergänzung zur Gruppierung 6+6. Die Besonderheit besteht darin, dass sich im Rahmen dieser Gruppierung andere Möglichkeiten der Symmetriebildung und damit der kompositorischen Verwertbarkeit ergeben.

## Dreiteilige Gruppierung
| 1 + 1 + 10 | 1 + 2 + 9 | 1 + 3 + 8 | 1 + 4 + 7 | 1 + 5 + 6 |
| 2 + 2 + 8  | 2 + 3 + 7 | 2 + 4 + 6 | 2 + 5 + 5 |           |
| 3 + 3 + 6  | 3 + 4 + 5 |           |           |           |
| 4 + 4 + 4  |           |           |           |           |

Von den dreiteiligen Schemata streicht Simbriger die besondere Relevanz der ausgewogenen Gruppierung 4+4+4 heraus, während er den übrigen Komplexionen aufgrund der großen Unterschiede in der Tonanzahl keine besondere Bedeutung beimisst. Allenfalls mag noch das Schema 3+4+5 einen gewissen Anreiz als selbständiger Typus bieten.
Zudem lassen sich die übrigen Gruppen als Subtypen zweiteiliger Gruppen begreifen (etwa 1+2+9 als Ableitung von 3+9; 1+3+8 und 2+2+8 von 4+8; 1+4+7, 2+3+7 und 2+5+5 als Untergruppen von 5+7; 1+5+6, 2+4+6 und 3+3+6 als Subtypen von 6+6). Hier bieten die zweiteiligen Typen mehr Möglichkeiten und werden in den meisten Fällen der einschränkenden Dreiteilung vorgezogen.

### Typologie 4+4+4
Bei der Ordnung 4+4+4 hat Simbriger eine eigene Typologie von 499 Komplexionen von Klängen erstellt und nach Symmetrietypen unterschieden. Da diese große Anzahl eigentlich unüberschaubar ist und sich damit am äußersten Rand der Praktikabilität befindet, hat sich Simbriger auf die signifikantesten Typen beschränkt. Dennoch bieten sich hier einige Symmetrieverhältnisse, die in den übrigen Gruppierungen so nicht existieren und daher andere kompositorische Anwendungen ermöglichen.
- Typus A: Alle drei Tetrachorde sind identisch und zugleich in sich symmetrisch. (6 Komplexionen)
- Typus B: Andere, als Ganzes symmetrische Gruppen:

1) Zwei Tetrachorde sind gleich, der dritte davon verschieden. Alle drei sind in sich symmetrisch. (27 Komplexionen)
2) Zwei Tetrachorde stehen im Spiegel, der dritte, davon verschieden, ist in sich symmetrisch. (52 Komplexionen)
3) Alle drei Ergänzungsgruppen sind voneinander verschieden, aber in sich symmetrisch. (10 Komplexionen)
- Typus C: Unsymmetrische Gruppierungen:

1) Zwei Tetrachorde sind gleich, der dritte ist davon verschieden.
a) Es existieren drei Spiegelbeziehungen. (12 Komplexionen)
b) Es existieren zwei Spiegelbeziehungen. (16 Komplexionen)
2) Alle drei Tetrachorde sind voneinander verschieden.
a) Drei sind in sich selbst symmetrisch. (4 Komplexionen)
b) Zwei sind in sich selbst symmetrisch. (46 Komplexionen)
c) Nur ein Tetrachord ist in sich selbst symmetrisch. (198 Komplexionen)
d) Alle drei Tetrachorde sind unsymmetrisch. (128 Komplexionen)

## Vierteilige Gruppierung
Unter den vierteiligen Gruppen wird wiederum besonders die Aufteilung des chromatischen Tonmaterials in vier dreistimmige Tongruppen (3+3+3+3) als sinnvoll angesehen, während die übrigen in erster Linie einen theoretischen Wert besitzen, aber kaum einen praktischen. Generell sieht Simbriger bei der Vierteilung die Grenze des praktisch verwertbaren Bereichs.
| 1 + 1 + 1 + 9 | 1 + 2 + 2 + 9 | 2 + 2 + 2 + 6 |
| 1 + 1 + 2 + 8 | 1 + 2 + 3 + 6 | 2 + 2 + 3 + 5 |
| 1 + 1 + 3 + 7 | 1 + 2 + 4 + 5 | 2 + 2 + 4 + 4 |
| 1 + 1 + 4 + 6 | 1 + 3 + 3 + 5 | 2 + 3 + 3 + 4 |
| 1 + 1 + 5 + 5 | 1 + 3 + 4 + 4 | 3 + 3 + 3 + 3 |

### Typologie 3+3+3+3
Da die Anzahl der Komplexionen bei der Aufteilung 3+3+3+3 eine überaus große (beinahe tausend) ist und weil zwei Trichorde stets aus einem Hexachord gebildet werden können, ergibt sich eine typologische Verwandtschaft mit der Gruppierung 6+6 als übergeordneten Typus.
Simbriger hat hier nur die wesentlichen Typen zusammengefasst:
- Typus A: Alle Trichorde sind strukturell gleich gebaut. (5 Komplexionen)
- Typus B: Drei Trichorde sind gleich, der vierte ist davon verschieden.

1) Alle vier Dreiklänge sind in sich symmetrisch. (6 Komplexionen)
2) Der vierte Dreiklang ist als einziger auch in sich symmetrisch. (unbekannte Anzahl)
- Typus C: Zwei Dreiklänge sind gleich.

1) Das zweite Dreiklangspaar bildet die Umkehrung des ersten Paares. (13 Komplexionen)
2) Je zwei Trichorde sind strukturell gleich. (4 Komplexionen)
3) Zwei Dreiklänge sind gleich und in sich symmetrisch. Die beiden übrigen Dreiklänge sind einander ungleich und in sich unsymmetrisch. Doch bilden sie jeweils zueinander die Umkehrung. (22 Komplexionen)
- Typus D: Alle Trichorde sind ungleich.

1) Es existieren zwei Paare von spiegelgleichen Trichorden (24 Komplexionen)
2) Zwei Trichorde bilden zueinander den Spiegel, die übrigen beiden sind in sich symmetrisch. (23 Komplexionen)

## Anwendung
Da die Komplementäre Harmonik sich als eine unmittelbare Ausarbeitung der Bausteintechnik Josef Matthias Hauers versteht, kann sie auch in Werken mehrerer Komponisten nachgewiesen werden, wenngleich diese sich meist nicht auf Simbriger bezogen, sondern auf Hauer. So kann eine Arbeitsweise im Sinne der Bausteintechnik / Komplementären Harmonik u. a. in Werken der folgenden Komponisten nachgewiesen werden:
- Josef Matthias Hauer (Op. 20, 22, 23, 25, 30–32, 38, 42, 50 und 62)[12]
- Othmar Steinbauer (Op. 16)
- Heinrich Simbriger (ab Op. 77)